# Ђорђе Вукотић
Ђорђе Вукотић (2. децембар 1924 — 21. септембар 2017) био је српски позоришни глумац.

## Биографија
Ђорђе Вукотић је рођен 2. децембра 1924. године у Голубовцима код Подгорице.
Глумачку каријеру у драмским секцијама започиње у Београду као ђак Трговачке академије, затим  постаје члан драмске секције КУД “Градимир”.
Године 1948. постаје члан Шабачког позоришта, где креће његова професионална каријера.  Глумио је и у Крагујевачком позоришту од 1951. године, а 1955. године прелази у Нишко позориште, где остаје 26 година, до пензије 1971. године. И као пензионер наставља да повремено игра, све до  1997. године.
Умро је у Нишу, 21. септембра 2017. у 93. години живота.
У својој богатој глумачкој каријери, Ђорђе Вукотић је имао 143 премијере и то 130 на професионалној сцени.
Глумио је у делима најпознатијих домаћих писаца: Бранислава Нушића, Стевана Сремца, Боре Станковића, Меше Селимовића...
Добитник је многих награда, а на Нушићевим данима 2004. године добија заслужену награду за животно дело као глумац-комичар.

## Награде
- Награда Удружења драмских уметника Србије за улогу Трипче де Утолче у представи Трипче де Утолче Марина Држића у режији Рајка Радојковића (7. јул 1959);
- Октобарска награда града Ниша (колективна, улога Шафранкијевич) за учешће у представи Премијера на прагу Јержи Јурандота у режији Александра "ђорђевића (14. октобар 1960);
- Награда новосадског листа „Дневник" (Стеријино позорје) за улогу Бранислава Нушића у представи Аутобиографија Бранислава Нушића у режији Александра Гловацког (мај-јун 1961);
- Похвала Удружења драмских уметника Србије за улогу Пата у представи Талац, Б. Биена у режији Марислава Радисавл.евића (мај 1965); Орден рада са златним венцем за нарочите заслуге и постигнуте успехе у социјалистичкој изградњи земље (указ Јосипа Броза Тита, мај 1968);
- Награда Удружења драмских уметника Србије за улогу Глумца у представи На дну Максима Горког у режији Марислава Радисављевића (мај, 1968);
- Награда стручног жирија на VII Сусретима професионалних позоришта - Србије „Јоаким Вујић" у Приштини за улогу Ахмеда Нурудина у представи Дервиш и смрт Селимовића и Михиза у режији Рајка Радојковића (16. мај 1971);
- Похвала стручног жирија VIII Сусрета професионалних позоришта Србије „Јоаким Вујић" у Зајечару за улогу Хаџи Томе у представи Kоштана Борисава Станковића у режији Градимира Миркозића (24. мај 1972);
- Награда Удружења драмских уметника Србије за улогу Агатона у представи Ожалошћена породица Бранислава Нушића у режији Рајка Радојковића (25. децембар 1972);
- Награда новинара „Нови пут“ на II „Данима комедије у Светозареву за улогу Агатона у представи Ожалошћена породица Бранислава Нушића у режији Рајка Радојковића (27. март 1973);
- Награда – Статуета Ћуран за најбоља глумачка остварења на VII „Данима комедије" у Светозареву за улогу Ујка Васе у представи Госпођа министарка Бранислава Нушића у режији Миленка Мисаиловића (27. март 1978);
- Награда Удружења драмских уметника Србије за улогу Ујка Васе у представи Госпођа министарка Бранислава Нушића у режији Миленка Мисаиловића (22. мај 1978);
- Награда стручног жирија на XIV Сусретима професионалних позоришта „Јоаким Вујић" у Нишу за улогу Ујка Васе у представи Госпођа министарка Бранислава Нушића у режији Миленка Мисаиловића (јун 1978);
- Диплома листа „Нови пут" на XII „Данима комедије” у Светозареву за улогу Kапетана у представи Вечити студенти Зорана Ђорђевића у режији Александра Ђорђевића (26. март 1983);
- Награда „Златни смијех” на Данима сатире у Сатиричном казалишту „Јазавац" у Загребу за улогу Kапетана у представи Вечити студенти Зорана Ђорђевића у режији Александра Ђорђевића (18. јун 1983);
- Повеља стручног жирија XXV Сусрета професионалних позоришта Србије „Јоаким Вујић” у Нишу за улогу Славољуба Медаковића у представи Ружење народа у два дела Слободана Селенића у режији Бранислава Мићуновића (17. мај 1989);
- Диплома Управног одбора Фестивала „Дани комедије” у Јагодини за изузетан допринос неговању комедиографије и развоју фестивала (19. март 1996);
- Награда Глумац комичар на манифестацији 21. Нушићеви дани у Смедереву 2004. године.[1]